# Колобовщина
 Колобовщина — деревня в Кировской области. Входит в состав муниципального образования «Город Киров»

## География
Расположена на расстоянии примерно 17 км по прямой на запад-северо-запад от железнодорожного вокзала станции Киров.

## История
Известна с 1671 года как починок Поспелка Водопьянова с 2 дворами, в 1764 84 жителя, в 12 дворов. В 1873 году здесь (деревня Водопьяновская или Колобовская, Колобовщина) дворов 6 и жителей 51, в 1905 (Водопьяновская или Колобовщина) 39 и 228, в 1926 (Колобовщина или Водопьяновская) 47 и 278, в 1950 72 и 196, в 1989 88 жителей. Административно подчиняется Октябрьскому району города Киров.

## Население
Постоянное население составляло 74 человека (русские 96%) в 2002 году, 70 в 2010.